# Lackvágása
Lackvágása (1899-ig Laczkova, szlovákul: Lacková) község Szlovákiában, az Eperjesi kerület Ólublói járásában.

## Fekvése
Ólublótól 7 km-re nyugatra, a Poprád bal oldalán fekszik.

## Története
1408-ban „Laczenhaf al. n. Laczenseif” néven említik először, a lublói uradalom része volt. 1412-től 1772-ig Lengyelországhoz tartozott. A 16. században elpusztult. 1562-63-ban Gladisz Simon 9 telepes családot költöztetett ide. A 18. század második felében újabb telepes családok érkeztek.
A 18. század végén Vályi András így ír róla: „LACZKOVA. Falu Szepes Várm. lakosai katolikusok, határja közép termékenységű, legelője, és mind a’ két féle fája van.”
1828-ban 45 ház volt a faluban 337 lakossal. Lakói mezőgazdasággal, állattartással foglalkoztak.
Fényes Elek 1851-ben kiadott geográfiai szótárában így ír a faluról: „Laczkova, tót és német falu, Szepes vmegyében, a magurai járásban, Lőcséhez 7 1/4 órányira. Van 490 r. kath. lakosa, kiknek fele tót, fele német, 14 2/8 urbéri telke, 70 h. majorsági földje, derék erdeje, hegyi patakja. Földje középszerü; terem árpát, zabot, burgonyát, lent, káposztát, répát. Birja Dursy Athanasius.”
A trianoni diktátum előtt Szepes vármegye Ólublói járásához tartozott.

## Népessége
| Év:            | 1994. | 2004.   | 2014.   | 2024.   |
| -------------- | ----- | ------- | ------- | ------- |
| Emberek száma: | 175   | 172     | 167     | 164     |
| Eltérés:       |       | -1,71 % | -2,90 % | -1,79 % |

| Év:            | 2023. | 2024.   |
| -------------- | ----- | ------- |
| Emberek száma: | 158   | 164     |
| Eltérés:       |       | +3,79 % |

1910-ben 369, túlnyomórészt szlovák lakosa volt.
2001-ben 162 szlovák lakosa volt.
2011-ben 160 szlovák lakta.

## Nevezetességei
- Jézus Szíve tiszteletére szentelt római katolikus temploma a 20. században épült.